# Caterina Gabrielli
Caterina Gabrielli (Roma, 12 novembre 1730 – Roma, 16 febbraio o 16 aprile 1796) è stata un soprano italiano.
Era soprannominata La Coghetta perché figlia del cuoco del principe Gabrielli, dal quale ultimo il soprano trasse il nome d'arte (così come la sorella Francesca, mezzosoprano, e il fratello Antonio, violinista) sostituendolo a quello della famiglia, Fatta, originaria della frazione Cacciano di Masserano.
Secondo l'instancabile collezionatore di aneddotica musicale ottocentesco Alessandro Ademollo, studiò canto a Roma col compositore spagnolo Francisco Javier García Fajer, noto in Italia come Francesco Saverio Garzia, e a Venezia con Nicola Porpora, dal 1744 al 1747, anno in cui debuttò a Lucca, all'età di diciassette anni. Nel 1750 fu a Napoli dove cantò nella Didone di Niccolò Jommelli e successivamente tra il 1754 e il 1755 fu attiva a Venezia presso il Teatro San Moisè. Indi si recò a Vienna, dove rimase a cantare per Burgtheater sino al 1758; in questo periodo si esibì soprattutto nei lavori di Christoph Willibald Gluck.
Tornata in Italia apparve prima a Milano al Teatro Regio Ducale e poi a Padova, città in cui si perfezionò con il cantante castrato Gaetano Guadagni. Nel 1759 cantò a Parma nell'Ippolito ed Aricia di Tommaso Traetta e l'anno successivo fu nuovamente nella capitale austriaca.
Ritornata in Italia nel 1761, si esibì in diversi palcoscenici: fu di nuovo a Padova (1761), Lucca (1761-2) e in seguito a Reggio Emilia (1762) e Torino (1762), Milano (1763) e infine Napoli (1763-7). Successivamente rimase tre anni a Palermo e nel 1771 fu a Milano, dove incontrò il giovane Wolfgang Amadeus Mozart.
Negli anni successivi fu in viaggiò attraverso l'Europa: tra il 1772 e il 1775 cantò per Traetta a San Pietroburgo e nel periodo 1775-6 si esibì a Londra. Ritornò quindi in Italia, dove continuò a cantare per i teatri di Napoli, Venezia, Lucca e Milano fino al 1782.
La Gabrielli fu una delle più importanti cantanti della sua epoca. Fu descritta positivamente da molte personalità di spicco del settecento, tra cui Charles Burney e da Pietro Metastasio.

## Interpretazioni
La Gabrielli cantò in numerose opere, tra le quali:
- Antigona di Baldassarre Galuppi, 1754, Venezia
- Solimano di Domenico Fischietti, 1755, Venezia
- Astianatte di Antonio Gaetano Pampani, 1755, Venezia
- L'innocenza giustificata di Christoph Willibald Gluck, 1755, Vienna
- La Danza di Christoph Willibald Gluck, 1755, Laxenburg (Vienna)
- Il re pastore di Christoph Willibald Gluck, 1756, Vienna
- Didone di Tommaso Traetta, 1757, Venezia
- Demetrio di un compositore anonimo, 1758, Lucca
- Demofoonte di Baldassarre Galuppi, 1758, Padova
- Ezio di Gaetano Latilla, 1758, Napoli
- Eroe cinese di Gaetano Piazza, 1758, Milano
- Ipermestra di Baldassarre Galuppi, 1758, Milano
- Demofoonte di Antonio Ferradini, 1759, Milano
- Alessandro nelle Indie di Ignaz Holzbauer, 1759, Milano
- Ippolito e Aricia di Tommaso Traetta, 1759, Parma
- Enea nel Lazio di Tommaso Traetta, 1760, Torino
- La clemenza di Tito di Baldassarre Galuppi, 1760, Torino
- I Tindaridi di Tommaso Traetta, 1760, Parma
- Alcide al bivio di Johann Adolf Hasse, 1760, Vienna
- Tetide di Christoph Willibald Gluck, 1760, Vienna
- Enea e Lavinia di Tommaso Traetta, 1761, Parma
- Armida di Tommaso Traetta, 1761, successo al Burgtheater di Vienna
- Zenobia di Giovanni Battista Pescetti, 1761, Padova
- Demetrio di Baldassarre Galuppi, 1761, Padova
- Ifigenia di Ferdinando Giuseppe Bertoni, 1762, Torino
- Demetrio di Giuseppe Ponzo, 1762, Torino
- Alessandro nelle Indie di Tommaso Traetta, 1762, Reggio Emilia
- Adriano in Siria di Giuseppe Colla, 1763, Milano
- Didone abbandonata di Tommaso Traetta, 1763, Reggio Emilia
- Armida di Tommaso Traetta, 1763, Napoli
- Olimpiade di Pietro Alessandro Guglielmi, 1763, Napoli
- Issipile di Johann Adolf Hasse, 1763, Napoli
- Didone abbandonata di Tommaso Traetta, 1764, Napoli
- Nitteti di Antonio Mazzoni, 1764, Napoli
- Lucio Vero di Antonio Sacchini, 1764-5, Napoli
- Catone in Utica di Johann Christian Bach, 1764-5, Napoli
- Caio Mario di Niccolò Piccinni, 1764-5, Napoli
- Creso di Antonio Sacchini, 1765-6, Napoli
- Il re pastore di Niccolò Piccinni, 1766, Napoli
- Antigono di Giuseppe Scolari, 1766, Napoli
- Il Gran Cid di Niccolò Piccinni, 1766, Napoli
- Vologeso di Antonio Sacchini, 1766, Napoli
- Il Bellerofonte di Josef Mysliveček, 1767, Napoli
- Il trionfo di Clelia di Josef Mysliveček, 1768, Torino
- Creso, ultimo re della Lidia di Pasquale Cafaro, 1768, Torino
- Achille in Sciro di Johann Gottlieb Naumann, 1768, Palermo
- Il Vaticano di Carmenita di Gennaro Astarita, 1768, Palermo
- L'isola disabittata di Tommaso Traetta, 1772, San Pietroburgo
- Antigona di Tommaso Traetta, 1772, San Pietroburgo
- Amore e Psiche di Tommaso Traetta, 1773, San Pietroburgo
- Lucio Vero di Tommaso Traetta, 1774, San Pietroburgo
- Didone abbandonata di Antonio Sacchini, 1775, Londra
- La vestale di Mattia Vento, 1775, Londra
- L'ali d'amore di Venazio Rauzzini, 1776, Londra
- Caio Mario di Niccolò Piccinni, 1776, Londra
- Antigono di un compositore anonimo, 1776, Londra
- Armida di un compositore anonimo, 1778, Lucca
- Armida di Josef Mysliveček, 1780, Milano
- Nitteti di Pasquale Anfossi, 1780, Venezia
- Zemira di Pasquale Anfossi, 1781-2, Venezia
- Arbace di Giovanni Battista Borghi, 1781-2, Venezia